# ال فورت د سامایپاتا
ال فورت د سامایپاتا که به نام ال فورت شناخته می‌شود یک سایت باستان‌شناسی است که در بخش سانتا کروز، استان فلوریدا، بولیوی قرار دارد. که در سال ۱۹۹۸ در میراث جهانی یونسکو به ثبت رسید.

## نگارخانه

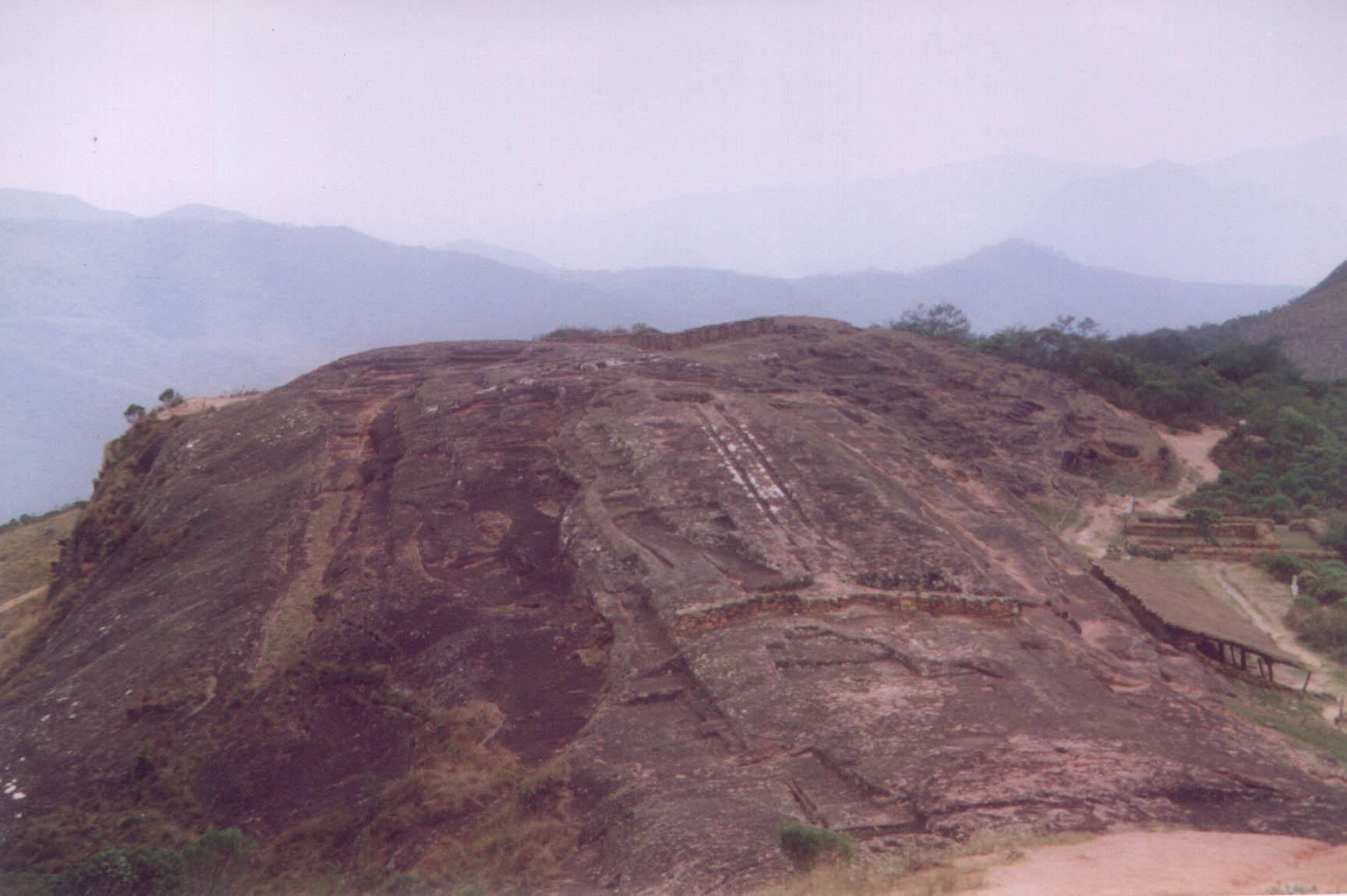
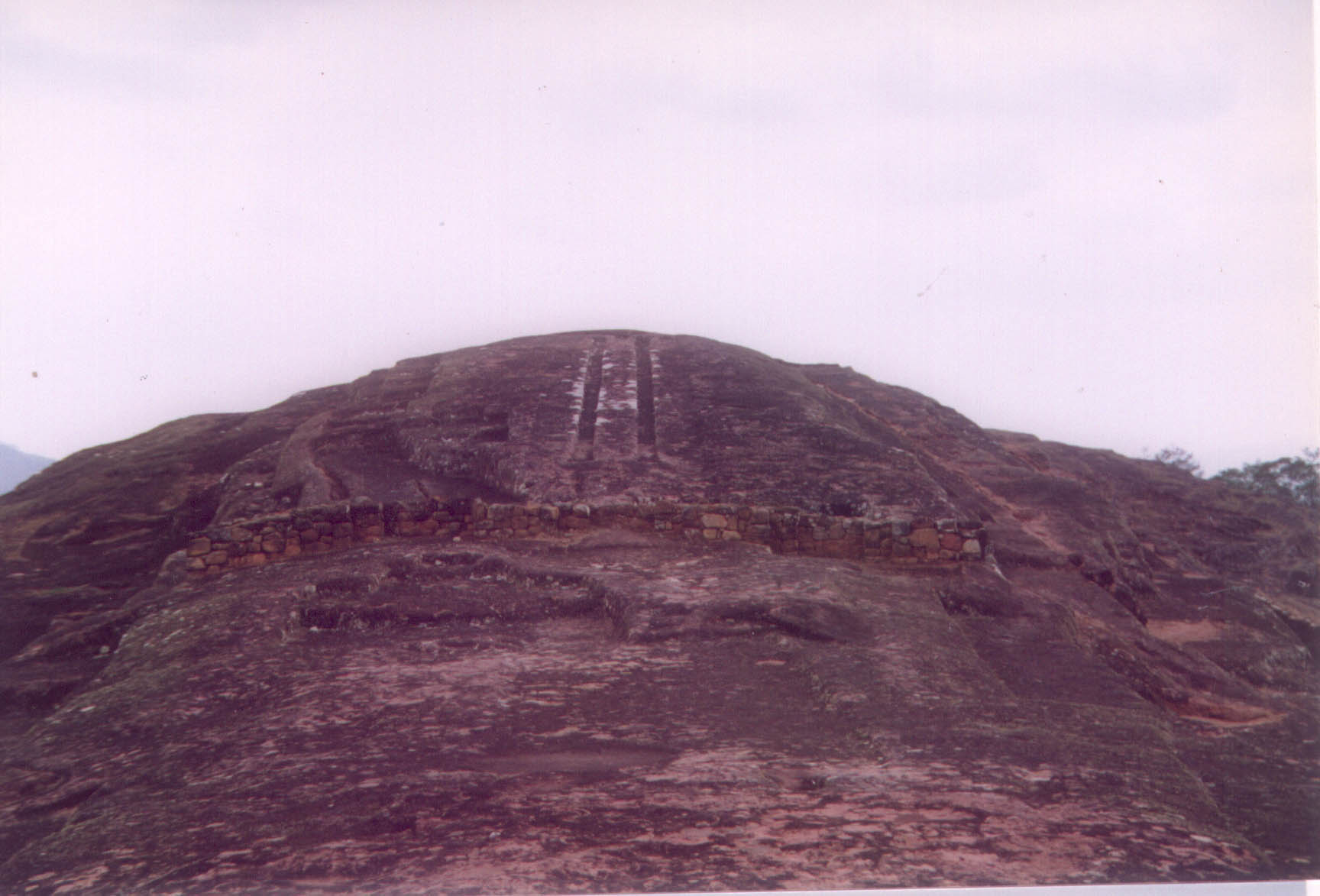
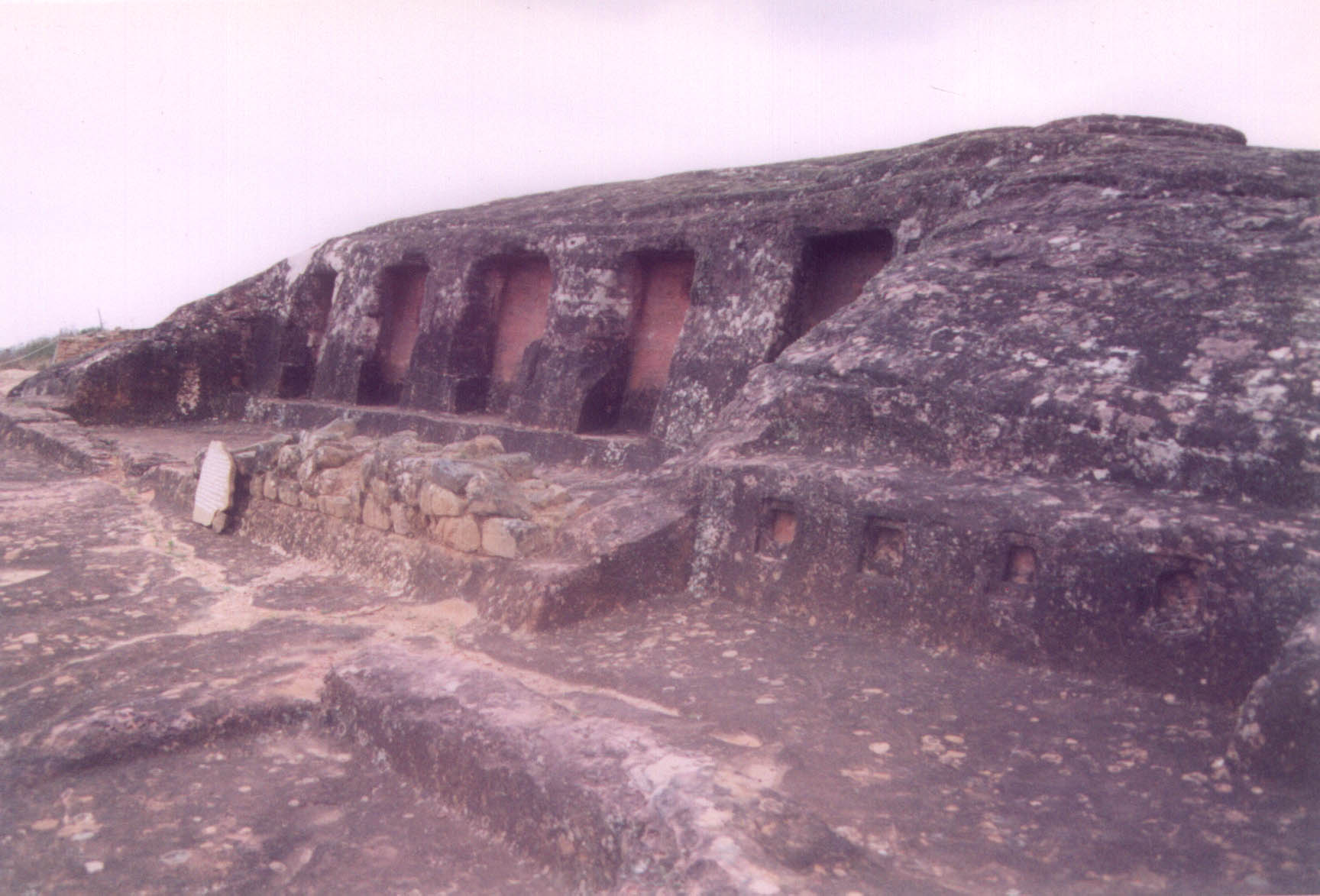
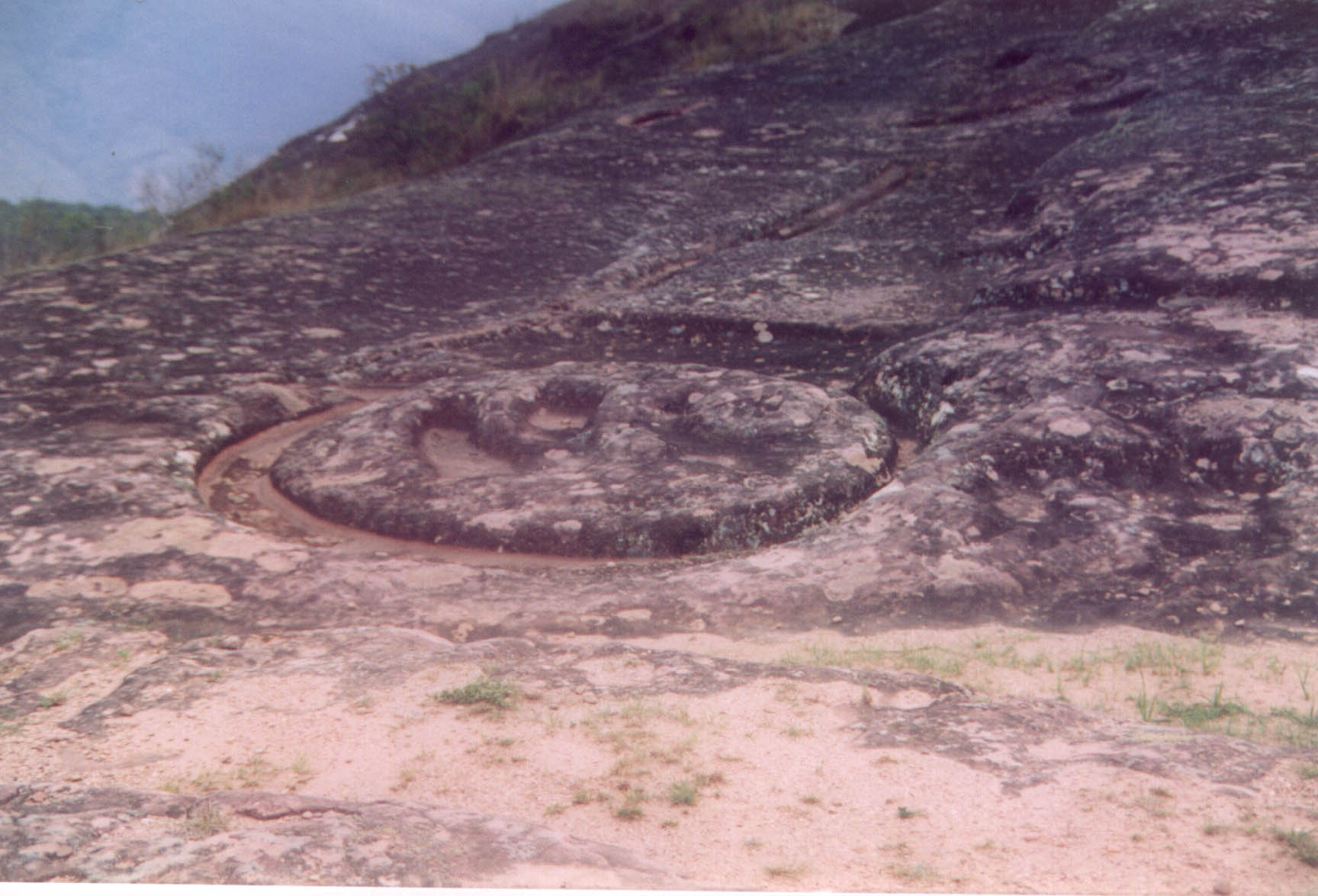
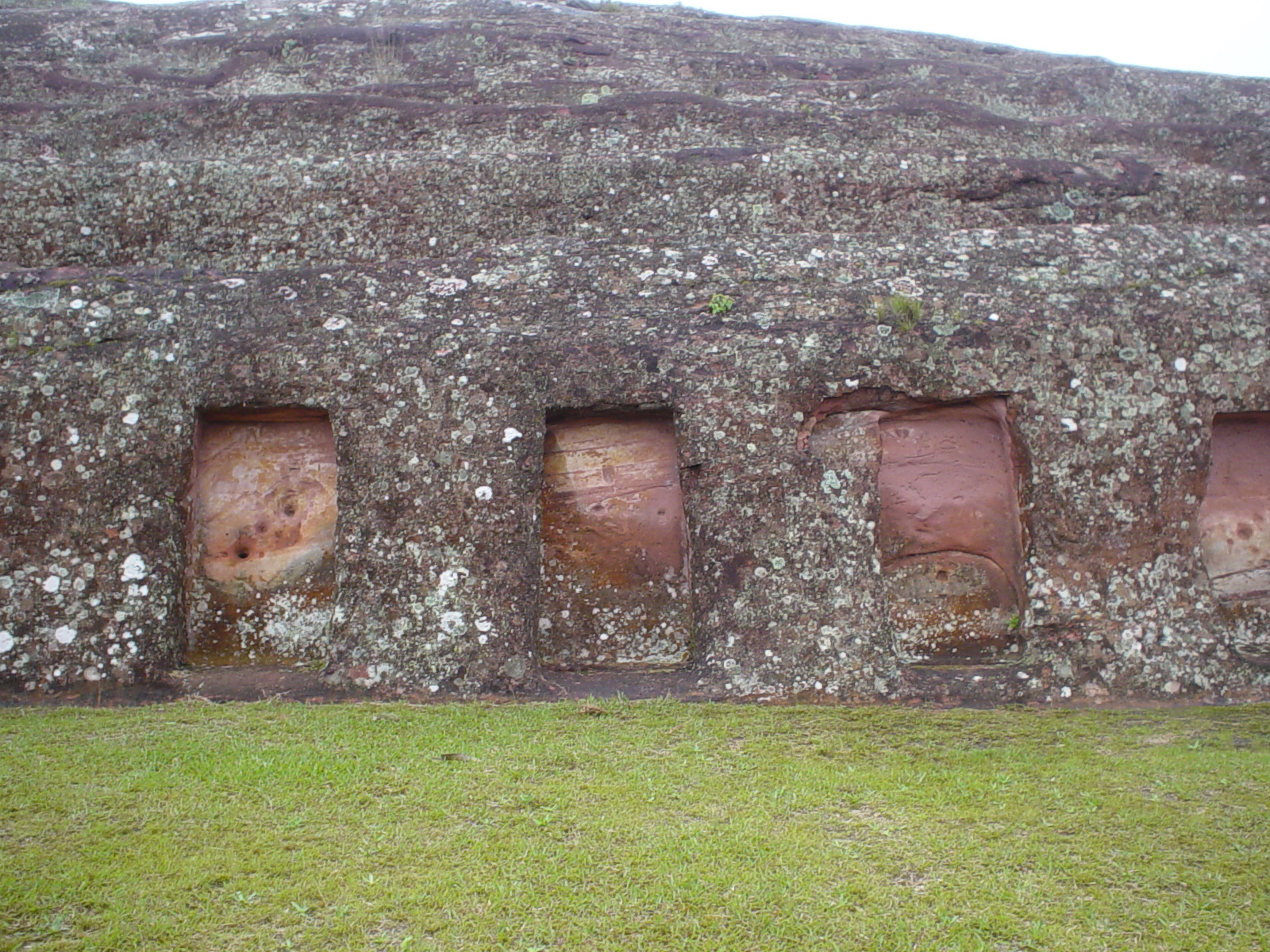